# M60 (tanque)
O M60 é o primeiro carro de combate principal construído no Estados Unidos. O desenvolvimento do M60 começou em 1957. Ele foi projetado para combater a ameaça representada pelo T-54 e T-55 soviéticos, que eram superiores em todos os aspectos para os carros de combate de médio porte M48 Patton. Os Primeiros veículos foram construídos em 1959 e contrato foi adjudicado à Chrysler para um lote de 180 blindados. A produção começou em 1960 e terminou em 1987. Em termos de design o M60 é um desenvolvimento do tanques M26, M46, M47 e M48. Uma série de componentes foram herdadas do tanque médio M48A2. No entanto, o M60 melhorou significativamente a proteção blindada, armamento e motor mais potentes .
O M60 Patton foi largamente exportado. Os operadores incluem Israel (1400 MBT de vários modelos), Egito (700 M60A1 e 735 M60A3), Irã (aproximadamente 200 M60A1), Itália (300 M60A1), Arábia Saudita (com cerca de 250 M60A3), e um número de outros países. Alguns operadores do M60 vem aplicando localmente uma série de melhorias para aumentar sua proteção.

## Desenvolvimento

### XM60 e M60
O M60 provem do M48 Patton, porem, tem características do M26 Pershing, blindado na qual o M48 foi inspirado. Os planos americanos eram um M48 equipado com um canhão de 105mm, com o casco redesenhado e com melhorias na blindagem (93mm em vez de 114mm, porém, com um ângulo mais íngreme, aumentando a eficiência da blindagem).
O que veio foi o M60, que lembra muito o M48, porem, há muitas diferenças. Uma delas é o canhão M68 (cópia licenciada do canhão britânico L7), de 105mm, a instalação de mais uma roda de suporte nas lagartas e algumas modificações na parte frontal do casco.

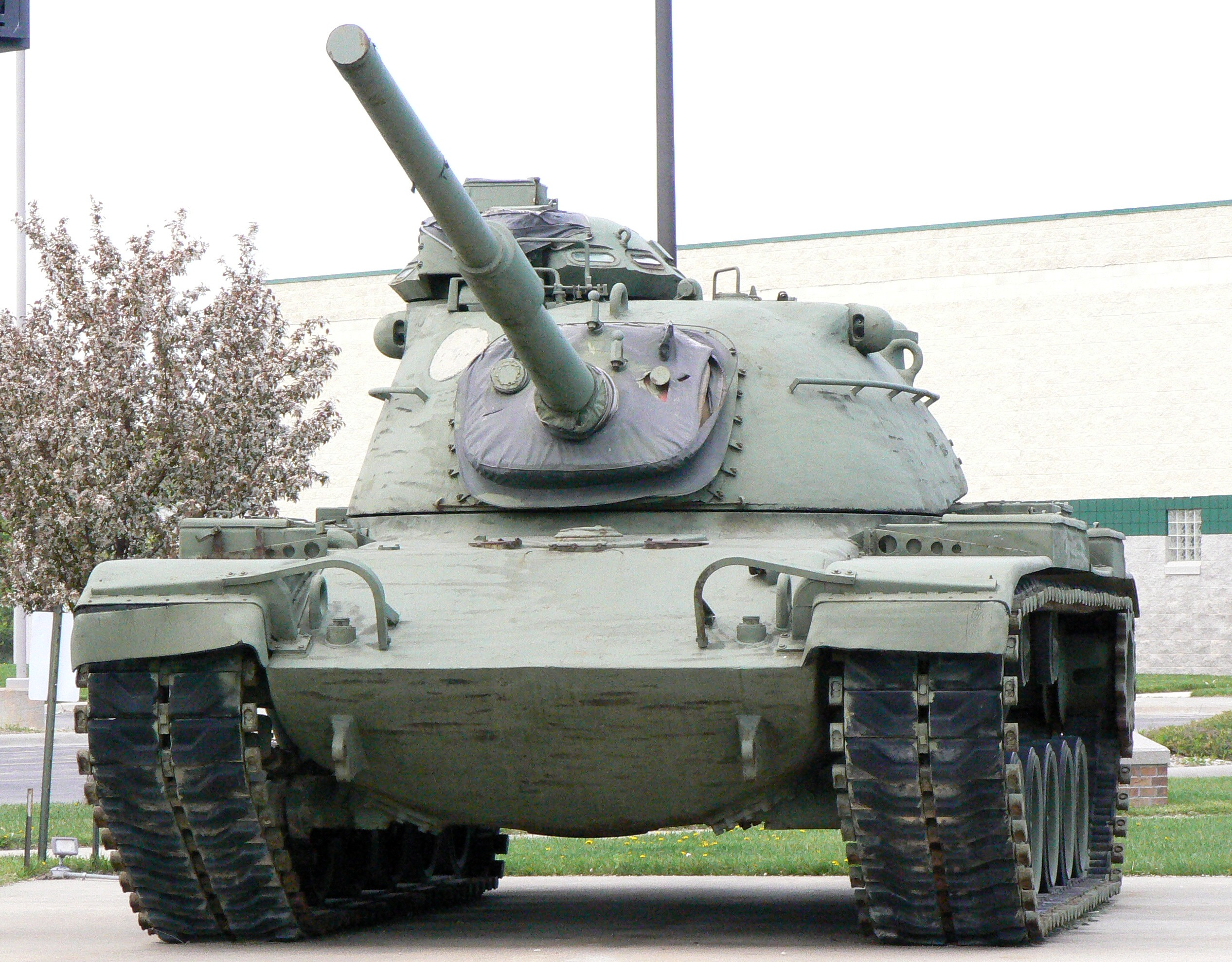
Um M60 original, em um museu nos EUA

O blindado era equipado com um motor Continental AVDS-1790-2C, V12, refrigerado a ar, bi turbo, a diesel, com 750cv, estendendo o alcance operacional do blindado para 480 km. A transmissão é uma Alisson CD-850-6A, com duas velocidades para frente e uma para trás.
O casco do M60 é uma peça única de aço, dividida em três compartimentos. O primeiro, na frente, do motorista, o segundo, da tripulação, no meio, e o terceiro, das maquinas, no fundo. O motorista olha por um periscópio M27, sem visão noturna, podendo ser adaptado estes periscópios depois. Inicialmente, a torre do M60, seria a mesma do M48, porem, a torre foi modificada depois, tendo a parte da frente minimizada e a parte interna melhorada. Desta variante, foram fabricadas pouco mais de 15.000 veículos.

### M60A1

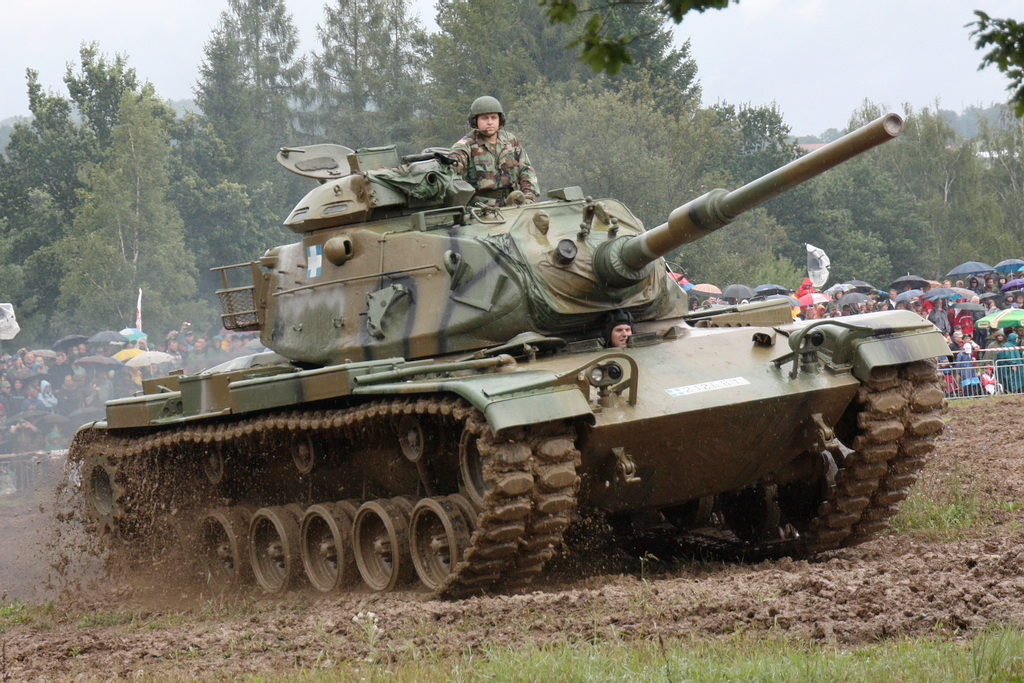
Um M60A1, em serviço na Grécia

Em 1963, todos os M60 foram modificados para o padrão M60A1, esta variante tem a torre maior e melhorada e várias melhoras na blindagem. o M60A1 foi equipado com um sistema de estabilização da torre, porem, o M60A1 não poderia disparar em movimento, o sistema somente era utilizado para manter o canhão em uma mesma direção quando estivesse em cross-country.

### M60A2Starship
O M60A2 foi uma solução tampão para o cancelamento do projeto MBT-70, feito em conjunto com a Alemanha. O nome Starship vem por causa das muitas tecnologias do blindado, que provinham da Era Espacial. A torre de baixo perfil e a nova cupola do metralhadora do comandante, davam uma boa visão da linha de tiro.

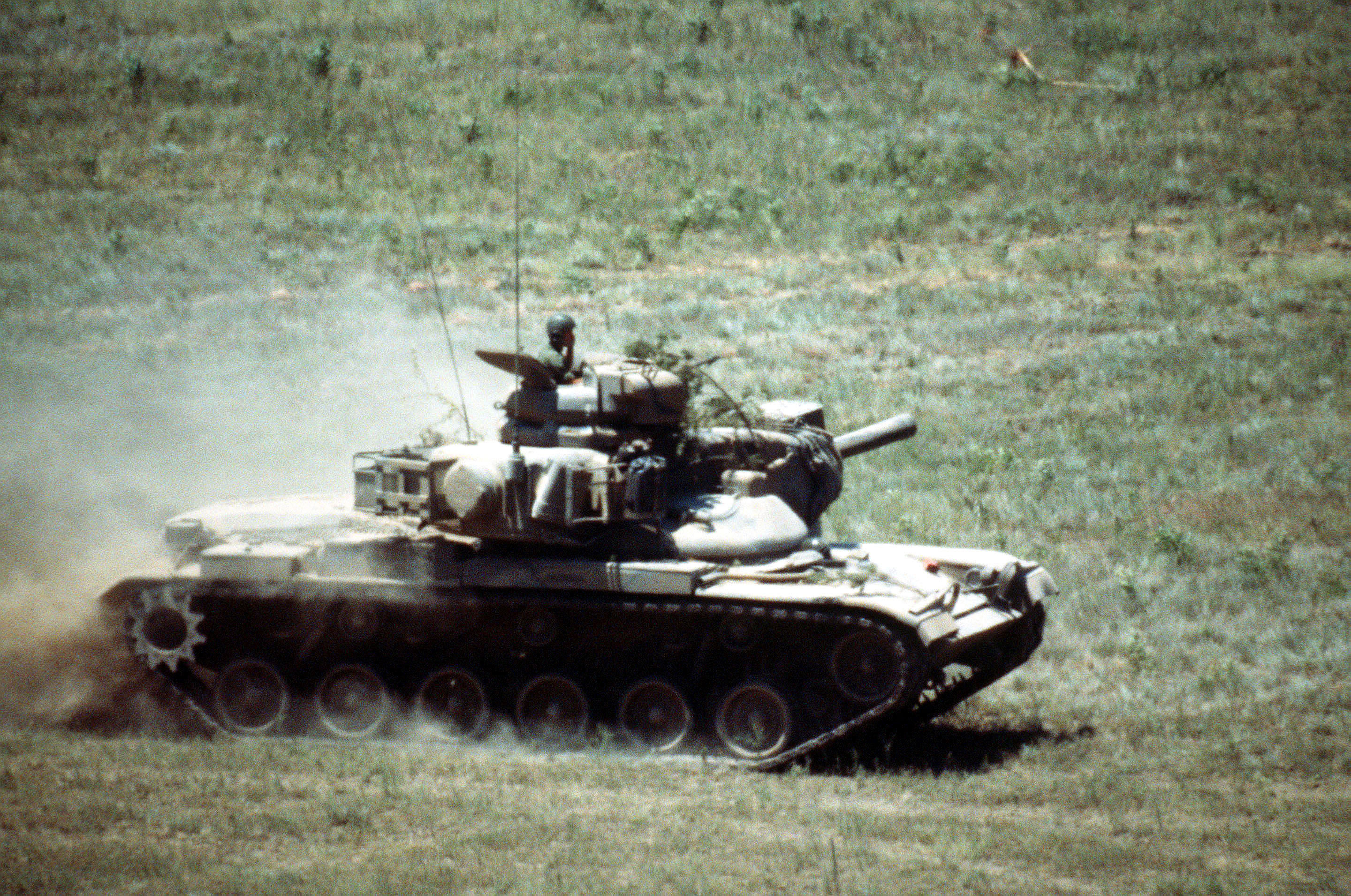
M60A2 Starship

O canhão/lançador de misseis M152, de 152mm era similar a o utilizado no M551 Sheridan, podendo disparar tanto munição convencional, quanto o ATGM MGM-51 Shillelagh. Foi instalado também no canhão, um sistema chamado CBSS (Closed Breach Scavenger System), que usa ar pressurizado para limpar o cano do canhão após cada tiro, resolvendo um problema que deixou muitos blindados fora de serviço, que é os restos de propelente dentro no cano, que poderia detonar as munições subsequentes e danificar o canhão. O M60A2 se mostrou um fracasso, mesmo com toda a tecnologia embarcada, o blindado mostrou ter vários problemas. Até 1982, todas as unidades do M60A2 foram passadas para o padrão M60A3 ou foram convertidas em lançadores de pontes.

### M60A3

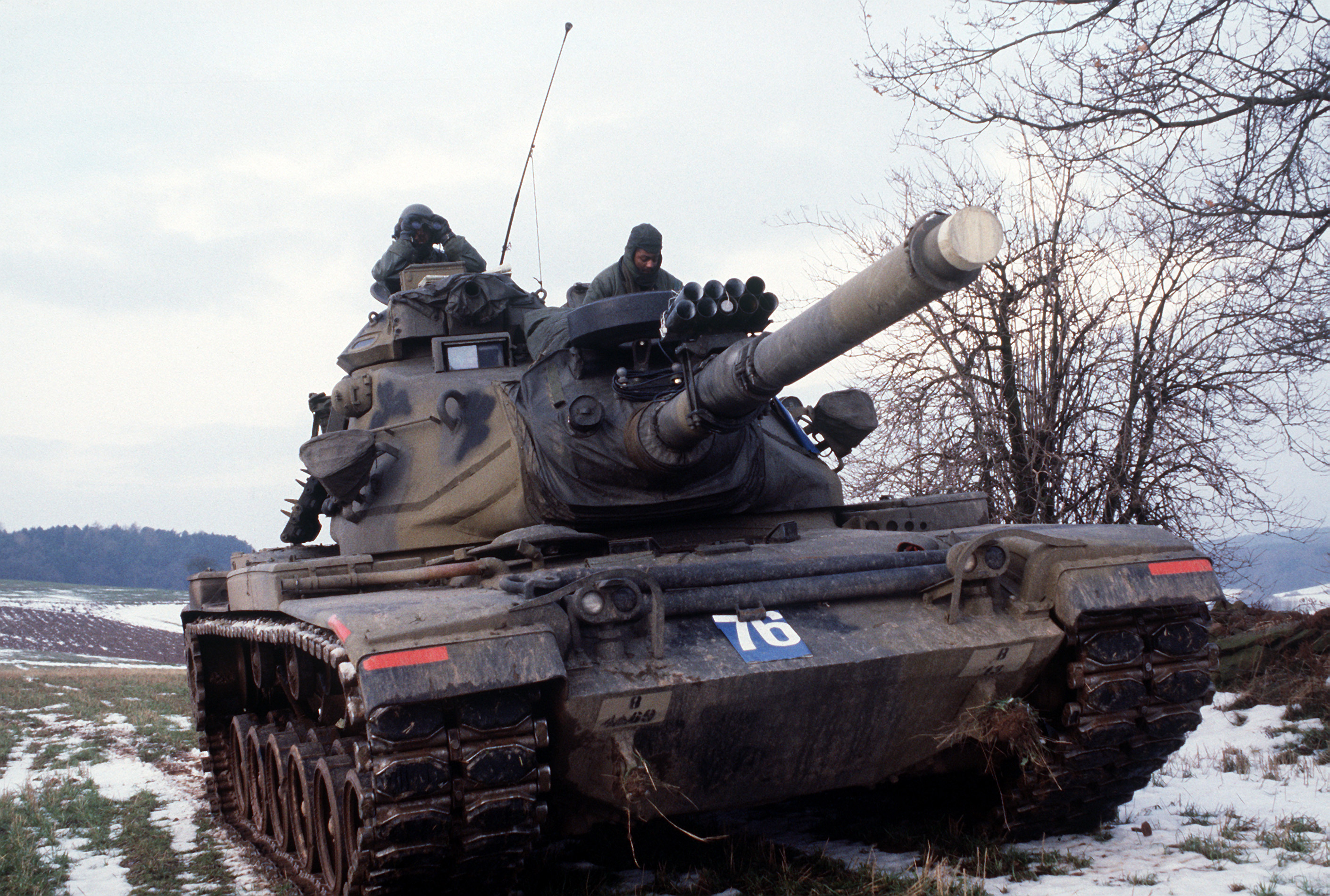
Um M60A3 da US Army no exercício REFORGER´85

Em 1978, foi criada a variante M60A3. Foram feitas várias modificações, principalmente tecnológicas, houve a instalação de lançadores de granadas fumígenas, um telémetro a laser AN/VVS-2 (usado pelo comandante e pelo artilheiro), um computador de tiro M21 e um sistema de estabilização da torre. A metralhadora M85 .50, controlada remotamente, se mostrou inefetiva para uso antiaéreo, então, foi utilizado uma montagem normal, com uma metralhadora Browning M2 .50, que se mostrou melhor. A cúpula do comandante foi retirada nos últimos modelos do M60A3, com isso, o perfil do blindado ficou mais baixo, porem, a saída do tanque com tiros de armas leves ficou, relativamente, mais difícil.
O M60A3 ficou em serviço nos E.U.A. até 1997, quando foi retirado de serviço em favor a o M1 Abrams. Mesmo considerado já obsoleto, é usado por vários países até hoje. O M60A3 tem algumas leves vantagens em cima do M1 Abrams.
- O M60A3 TTS tem um sistema de visão térmica melhor até que o do M1 Abrams, porem, o sistema do M60A3 TTS emite sinais audíveis a vários metros do veículo.
- O M60A3 tem um telefone de contato entre a infantaria externa e a tripulação do blindado, facilitando na coordenação da ação. Isso só foi instalado no M1A1 Abrams em serviço no Iraque.
- O motor a diesel tem a performance inferior a turbina a gás do M1 Abrams, porem a manutenção é mais fácil e barata e o consumo de combustível é menor.
- A temperatura do exaustor da turbina do M1 Abrams é muito alta, dificultando a infantaria se proteger atrás do blindado. Este não é o caso no motor a diesel do M60.
- O canhão M68A1, de 105mm do M60 tem uma variedade muito maior de munições do que o canhão de 120mm do M1 Abrams.
- O M60 tem instrumentação para efetuar fogo indireto de artilharia com seu canhão de 105mm.

## Problemas
O M60 tinha vários problemas, um deles era a dificuldade do motorista sair por cima, pela escotilha, uma vez que esta era posicionada exatamente embaixo do canhão. Outra era o acesso do compartimento do motorista pela tripulação e vice-versa, a torre teria que ser girada totalmente para trás para que haja espaço para que o motorista acessasse o compartimento da tripulação. Um dos mais graves problemas detectados em combate no M-60, bom como no M48, foi o sistema hidráulico de rotação da torre e elevação do canhão, o qual no caso de a torre ser danificada, e os sistema hidráulico atingido, produzia um spray de líquido inflamável a alta temperatura que queimava a tripulação. Em Israel, modificações efetuadas no sistema, com a introdução de um equipamento elétrico, resolveram o problema.

## Variantes
- XM60/M60: A primeira versão do blindado, havia poucas diferenças entre ele e o M48 Patton, entre elas estavam o casco modificado, a adoção de três rodas de retorno nas lagartas, entre outras modificações. A torre equipada com um canhão M68, de 105mm.

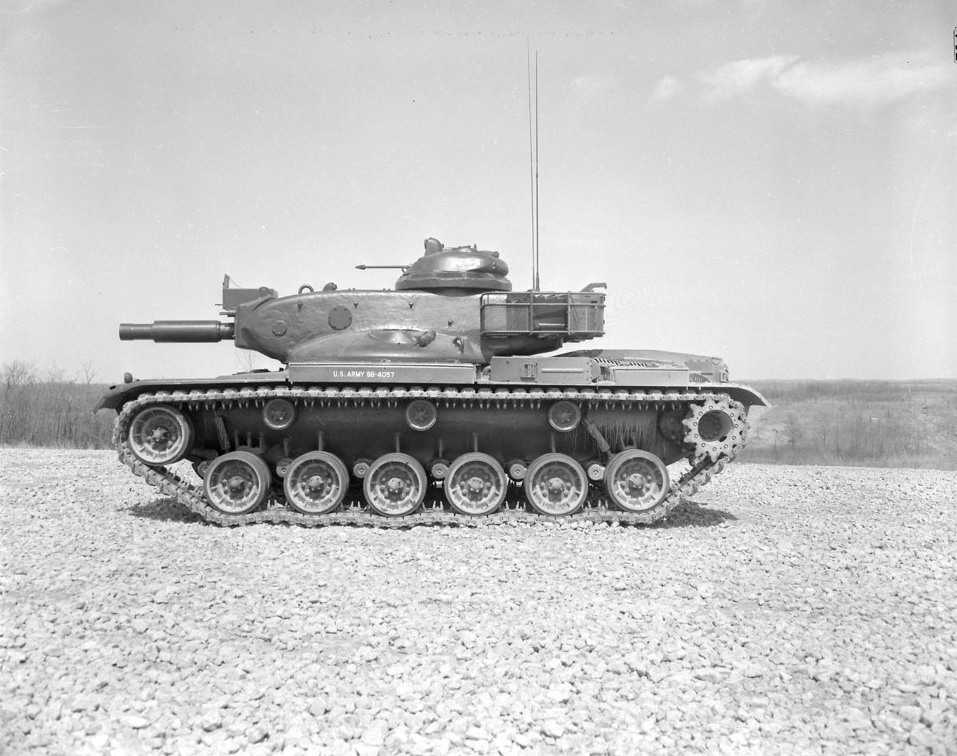
M60A1E1

- M60A1: A primeira variante a usar a torre needle-nose, além das melhorias na blindagem e melhoria do sistema hidráulico.
- M60A1 AOS: Sistema de estabilização do canhão melhorados, introduzido em 1972 no canhão M68.
- M60A1 RISE: Relibility Improvements of Selected Equipament", modificação de vários equipamentos do M60A1, entre eles o acesso a o motor foi melhorado e as lagartas foram trocadas por um modelo mais moderno.
- M60A1 RISE Passive: Blindados passados pelo RISE, porem lhes foi instalado sistemas de busca infravermelho e um visor passivo noturno. Os M60A1 RISE Passive da USMC, foram equipados com blocos de ERA (Blindagem Reativa).
- M60A1E1: Veículo de teste para o canhão/Lançador de misseis M152, de 152mm.
- M60A1E2/M60A2 Starship: Design da torre finalizado. Esta variante também testou um canhão de 20mm controlado remotamente.
- M60A1E3: Protótipo. M60A1E2 com um canhão M68, de 105mm
- M60A1E4: Protótipo, teste de armamento controlado remotamente.
- M60A3: M60A1 equipado com um telémetro a laser AN/VVG-2, computador de tiro M21 e sensores de vento. As últimas unidades do M60A3 não tem a cúpula do comandante.

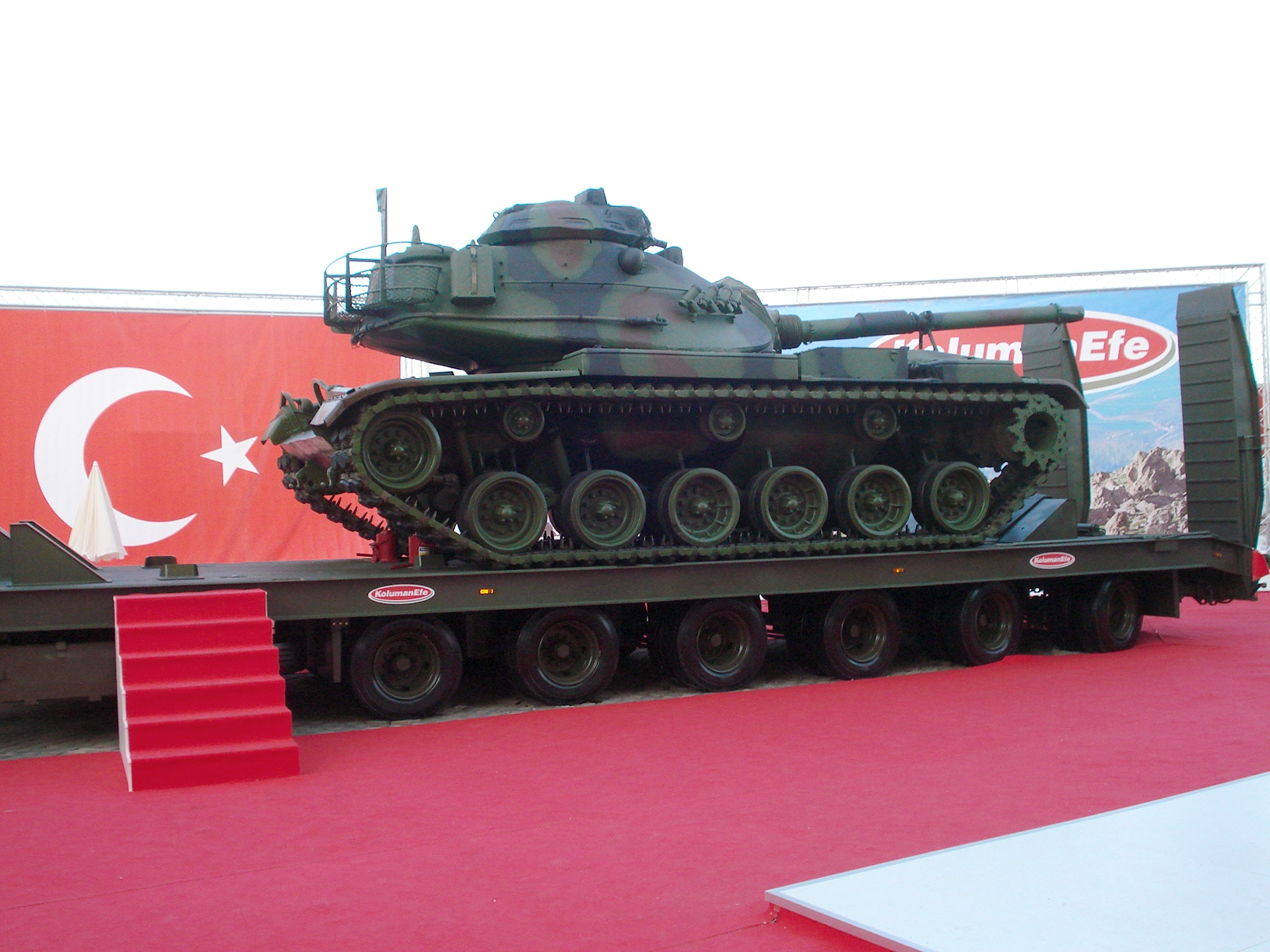
M60A3 TTS

- M60A3 TTS: Tank Thermal Sight. M60A3 equipado com uma mira térmica AN/VSG-2.
- M60 Super/AX: Versão aprimorada, com armamento mais avançado e motorização nova.
- M60-2000/120S: Versão aprimorada, com avanços utilizados no M1 Abrams, armamento, eletrônica e motorização nova.
- M60T Sabra: Modernização Israelense do M60A1. Troca da torre e do armamento original por um modelo mais avançado, repotenciamento e modernização eletrônica.
- E-60: Versão israelense não modificada do M60
- E-60A: Versão israelense não modificada do M60A1
- E-60A Dozer: Versão israelense do M60A1 com kit buldozer M9 instalada
- E-60B: Versão israelense não modificada do M60A3
- Magach: Modificação israelense do M60, instalação de blindagem reativa e passiva e sistemas eletrónicos.
- M60 Phoenix: Modificação jordaniana. Instalação de uma nova torre, com canhão RUAG de 120mm, sistema eletrônico e blindagem modificados e capacidade de disparo em movimento.
- Samsam: Modificação iraniana do M60A1. Colocação de blindagem reativa, sistema de controle de tiro EFCS-3 e jammers infravermelhos.
- M60 ARGE: Modificação Austríaca. Repotenciamento e instalação de um novo telémetro a laser.
- M60 AVLB: Versão lançadora de pontes do M60, equipada com uma ponte de 60m.
- M60A1 AVLB: Versão lançadora de pontes do M60A1, mesma ponte do M60 AVLB
- M60 AVLM: M60 AVLB equipada com  2 MCLC (Mine-Clearing Line Change), para a limpeza de minas.
- M60 Panther: M60 modificado para limpeza de minas, controlado remotamente.
- M728 CEV: Blindado de Engenharia baseado no M60. Equipado com um guindaste, uma pá D7, em V e um canhão de demolição M135, de 165mm.
- M728A1 CEV: Versão do M728 CEV em cima do M60A1.
- M60VLPD-26/70E: Lançador de pontes espanhol. 12 M60A1 equipados com sistema de pontes Leguan.
- M60CZ-10/25E Alacran: Veículo de engenharia espanhol. 38 M60A1 convertidos.

## Serviço no Exército Brasileiro
- Designação Local: M60A3 TTS
- Quantidade Máxima: 91 - Quantidade em serviço: 28 (2019)
- Situação operacional: Em serviço

Este carro de combate está no exército brasileiro, juntamente com o Leopard 1 alemã e são os primeiros e verdadeiros "tanques pesados" do exército brasileiro.
A opção por estes modelos aparece depois do fracasso do projeto EE-T1 Osório, que poderia eventualmente ter permitido a reorganização da arma blindada brasileira, com recurso e meios próprios. O fim daquele negócio, que implicaria a construção de uma unidade do EE-T1 para o exército brasileiro por cada dez vendidas à Arábia Saudita, acabou com a própria Engesa, o fabricante do veículo, e em tempos a maior indústria militar da América Latina. Os 91 M60A3 foram cedidos pelo exército norte-americano por 10% do valor, cerca de 11 milhões de dólares, a um preço médio de 100 mil dólares por unidade. Contudo, vêm ao serviço brasileiro com certas restrições, como por exemplo a vinda ao Brasil de oficiais militares norte-americanos para inspeções dos sistemas dos blindados, bimestralmente. Neste momento, estes veículos aproximam-se dos 12 anos de vida no exército, mas a não existência de ameaças convencionais credíveis nas fronteiras, a estes carros, torna a sua substituição ou modernização, menos urgente. Os recentes desenvolvimentos na América do Sul parecem ter levado o governo do Brasil a apressar a aquisição de carros de combate mais poderosos, no caso os alemães Leopard-1A5, que têm uma blindagem marginalmente superior aos M-60A3. Entretanto, os carros de combate Leopard 2A4  comprados pelo Chile transformaram-se nos mais poderosos blindados da região. Os M60A3 são os carros de combate pertencentes ao Regimento de Cavalaria Blindado de Campo Grande - MS que possui 2 esquadrões mobiliados com este carro e um terceiro esquadrão com blindados de transporte de tropas M-113. No total, há 32 unidades ativas do M60A3 neste regimento, e outros ainda são usados para instrução. A maior parte das 91 unidades encontra-se armazenada no 5.º Parque Regional de Manutenção. Atualmente há estudos para reativar todos estes blindados e modernizá-los, distribuindo-os entre os RCB no lugar dos poucos Leopard 1A1 ainda ativos.

## Serviço no Exército Português
- Designação Local: M60A3 TTS
- Quantidade Máxima: 93 - Quantidade em serviço: 0
- Situação Operacional: Retirados do serviço

Os carros de combate M60 foram entregues a Portugal após a Primeira Guerra do Golfo, período que coincidiu com a entrada em operação dos carros de combate M1 Abrams no exército dos Estados Unidos.
Os M60 entregues para o Exército Português eram blindados M60A1 modificados para o padrão M60A3 TTS. Estes blindados foram destacados para os GCC (Grupo de Carros de Combate) da Brigada Mecanizada de Santa Margarida. O GCC da 1ªBMI tinham atribuídos, organicamente, 57 blindados, estando três no comando do GCC, existindo três esquadrões equipados com 17 blindados cada (2 no comando do esquadrão e os outros 15 em 3 pelotões com 5 blindados cada). O Erec (Esquadrão de Reconhecimento) dispunha de seis blindados, dois em cada pelotão de reconhecimento.
Em 2007, havia 70 unidades do blindado em operação no Exército. Os 31 blindados restantes, estavam em stock no Regimento de Cavalaria Nº4,  como reserva de material.
Em Outubro de 2008, o exército começou a receber carros de combate Leopard 2A6 provenientes do Exército Holandês.
Atualmente a totalidade dos blindados M60A3 TTS estão fora do serviço ativo, tendo o Exército Português, em 2020, emitido uma licitação para sucata de 90 M60A3 TTS.

## Operadores

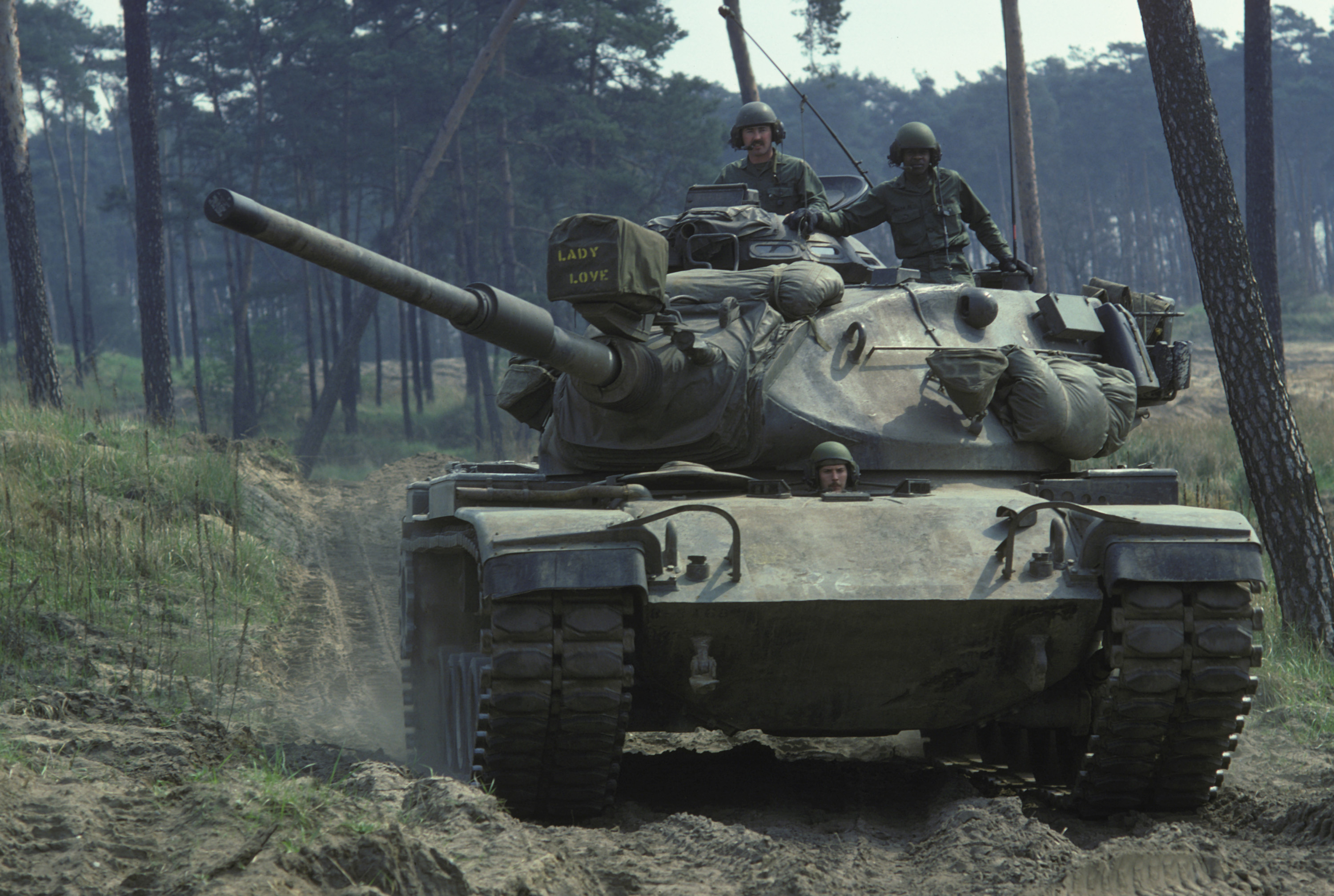
Um M60A1 antigo do exército americano em 1975

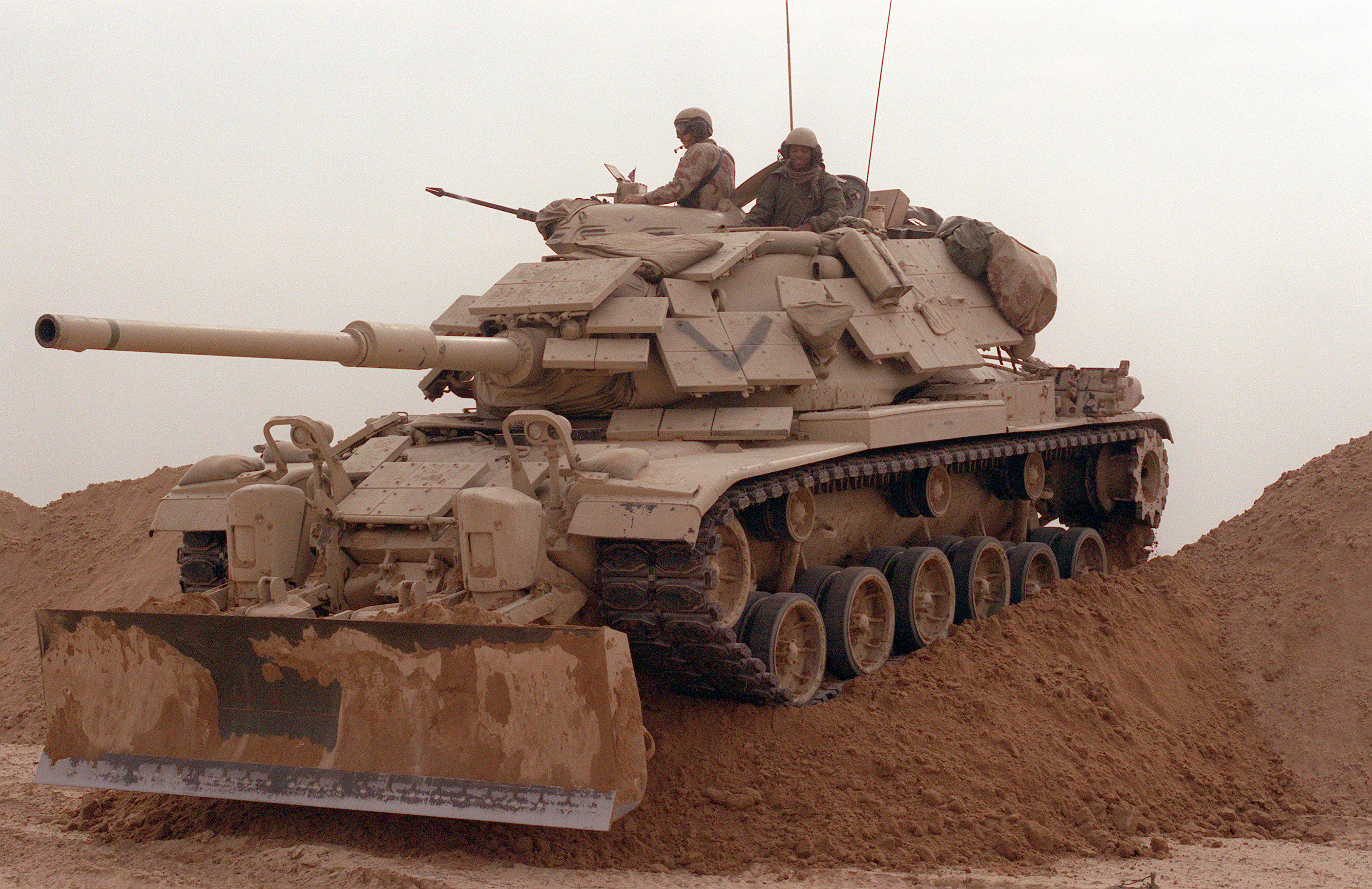
Um M-60A1, de fabricação americana

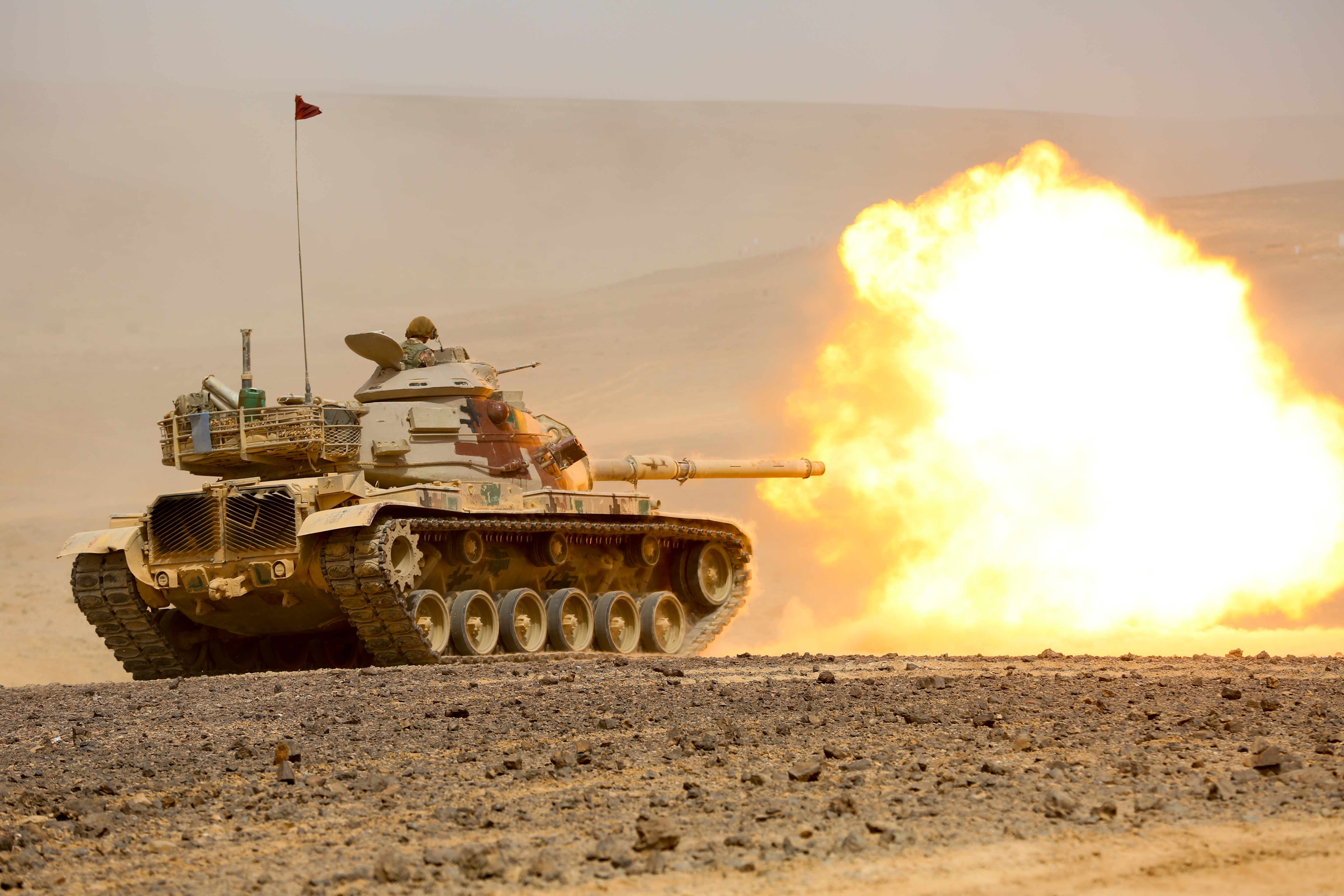
Um M60A1 jordaniano disparando seu canhão de 105 mm

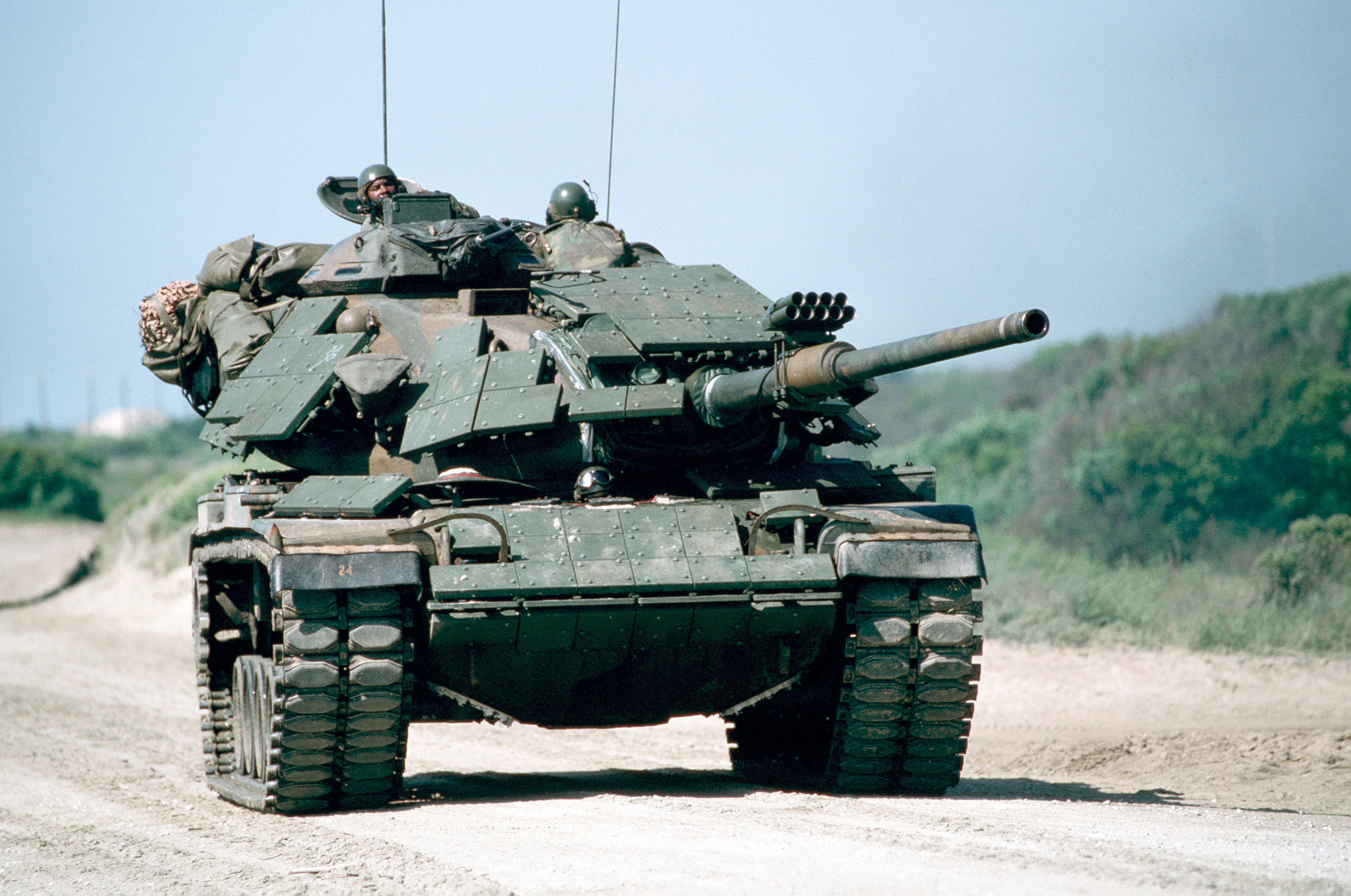
Um M60 dos fuzileiros navais americanos, na década de 80, com blindagem reativa.

- Austrália: 118 M60A1 e M60A3, retirados de serviço e vendidos para o Egito.
- Bósnia e Herzegovina: 45 M60A3
- Bahrein: 180 M60A3
- Brasil: 91 M60A3 TTS
- Egito: 1.016 M60A3 e 700 M60A1
- Espanha: 17 M60A3 TTS (Infantería de la Marina), 38 M60CZ-10/25E Alacran e 12 M60VLPD-26/70E Ejercito de la España
- Etiópia: 84 M60A1
- Grécia: 357 M60A1 RISE Passive e 312 M60A3, comprados dos EUA nos anos 90. Hoje, 88 ainda restam em serviço.
- Iêmen: 240 M60A1 e M60A3
- Irão: 150 M60A1, número desconhecido  de blindados modificados para o padrão Samsam.
- Israel: 711 Magach 6 e 111 Magach 7.
- Itália: 300 M60A1, retirados de serviço
- Jordânia: 354 M60A3, muitos modificados para o padrão M60 Phoenix
- Líbano: 66 M60A3
- Marrocos: 250 M60A3 TTS e 167 M60A3
- Omã: 91 M60A1 e 60 M60A3
- Países Baixos: M60A1 e M60A3, todos já vendidos.
- Portugal: 96 M60A3 TTS, substituídos pelo Leopard 2 A6
- Arábia Saudita: 450 M60A3 e M60A1
- Taiwan: 178 M60A3
- Tunísia: 84 M60A3
- Turquia: 658 M60A3 TTS, 104 M60A1 RISE Passive e 170 M60T Sabra Mk.III
- Estados Unidos

## Referência e Ligações Externas
- «M60A3 Main Battle Tank Variant Details»
- «AFV Database: 105 mm Gun Tank M60»
- «Patton-Mania»
- «MilitaryImages.Net: M60 Series»